# МЗКТ-5002
МЗКТ-5002 (бел. МЗКЦ-5002) — полноприводное колёсное 2-осное шасси, разработанное и производимое Минским заводом колёсных тягачей, белорусским производителем тяжёлой автомобильной техники.
На основе этого шасси разработан тактический автомобиль МЗКТ-500200.

## История и эксплуатация
Автомобиль был создан в рамках программы «Застава-МЗКТ». Двухосная модель была разработана по заказу Государственного пограничного комитета Республики Беларусь для замены ГАЗ-66 и ГАЗ-3308 и представлена на параде в честь Дня независимости Республики Беларусь 3 июля 2013 года. Испытания МЗКТ-5002 в Госпогранкомитете начались в 2013 году. В феврале 2015 года первая партия автомобилей поступила в Госпогранкомитет с филиала завода в Лиде.
В 2016 году шасси было доработано, были внесены небольшие изменения в конструкцию.

## Конструкция
Длина машины, по разным данным, составляет 6000 мм или 7200 мм, высота — 2900 мм, ширина — 2550 мм (дорожный габарит), клиренс — 400 мм или 420 мм. Масса снаряжённого автомобиля — 6,4 т, грузоподъёмность — 3 т, полная масса — 9,4 т (равномерно распределена по двум осям). Подвеска независимая пружинная. Шины оснащены системой центральной подкачки.
На вооружение Госпогранкомитета Республики Беларусь была принята модификация с дизельным двигателем Минского моторного завода Д245.30 мощностью 156 л. с.; завод также может комплектовать автомобиль двигателем ЯМЗ-53452 (215 л. с.).
Кабина двухместная каркасно-панельная, откидывающаяся, оборудована системой отопления и кронштейнами для крепления личного оружия. Грузовая платформа бортовая тентованная, имеются смотровые окна, вентиляционные клапаны, откидные скамейки, светодиодное освещение. Автомобиль может перевозить 21 человека. По желанию заказчика автомобиль может комплектоваться электрической переносной лебёдкой для самовытаскивания, комплектом ЗИП и комплектом светомаскировочного оборудования.